# 虐之戀
《虐之戀》（英語：Love to Kill）是1993年上映的一部香港驚慄電影，由鍾少雄執導、黃志強監製，李修賢、黃秋生、李美鳳、李華月等主演。

## 劇情
翁玉（李美鳳）看似有一個幸福的家庭，但丈夫黃偉森（黃秋生）是一個變態，常在玉的不同意下對她強暴。
一次，森對玉進行強暴，玉在街上逃走時被森狂打但被探員牛精雄（李修賢）發現了，雄見狀將二人拘捕，但是在警察局裏玉還是不敢指証森，因為玉的母親（夏萍）有重病，每次都是森給錢幫忙的，所以玉才不敢指証森。
雄見狀，跟玉說先住在他的女友Jenny（李華月）的家裏，Jenny卻誤會了，還好雄跟Jenny說原因，Jenny連忙跟玉說對不起，冲此，兩人成了朋友。
但是，美好的日子是過的特別快，森發現玉和兒子一天已沒回家了，便去了警察局報案。雄跟森說玉已住在了他女友的家裏了，這令森憤怒不已。
森很快找到了雄女友Jenny的家裏，並強暴了她，女友被森搞到了變成植物人，雄憤怒不已，他發誓要把森抓囘警察局。但森已經把玉和她的母親抓去了一個豪宅了，並打算把他們殺死，這時，玉用美人計逃脫，但森早已埋伏在屋外，他一下子就把玉的母親斬死了，玉見狀再把森打至重傷，但森還是不死，並打算出去屋外強暴玉，玉最後用最後一力把森殺死了。此時，雄來到了，但他和其他探員見到的只是森的屍體，玉哭著跟雄說為了殺死森，坐牢也是小事，最后，警方判定森的死是自殺的，玉最后也過回一個美好的生活了，片終。

## 演員
| 演員   | 角色   | 粵語配音 | 身份 / 關係                                                          |
| 李修賢 | 牛精雄 | 朱子聰   | 探員 紀組長之下屬 黃偉森之天敵 Jenny之男友 翁玉之知己                |
| 黃秋生 | 黃偉森 | 黃秋生   | 翁玉之夫，常性暴力其 牛精雄之天敵 曾為強暴犯，最後被翁玉自衛殺死     |
| 李美鳳 | 翁玉   | 曾秀清   | 黃偉森之妻，常被其性暴力 牛精雄之知己 Jenny的好友 最後自衛殺死黃偉森 |
| 李華月 | Jenny  | 陸惠玲   | 牛精雄之女友 翁玉的好友 後被黃偉森強暴至植物人                       |
| 夏萍   | 玉母   | 夏萍     | 翁玉之母親 黃偉森之外母兼天敵 最後被黃偉森斬掉頭部                   |
| 胡耀鋒 | 森子   | 陸惠玲   | 黃偉森、翁玉之子                                                     |
| 紀家發 | 紀組長 | 紀家發   | 警官 牛精雄之上司                                                    |

## 電影分級
該片在香港被分類為第三級，未滿18歲人士不得觀看。

## 外部連結
- 香港影庫上《虐之戀》的資料（繁體中文）
- 时光网上《虐之戀》的資料（简体中文）
- AllMovie上《虐之戀》的资料（英文）
- 互联网电影数据库（IMDb）上《虐之戀》的资料（英文）